# 水腫性変性
水腫性変性(英: hydropic degeneration)とは細胞質内にタンパク質含量の少ない液体が取り込まれることにより細胞基質が拡大し、組織や細胞が淡明に観察される状態。細胞外の血管内圧、浸透圧などの上昇により肝細胞や腎尿細管上皮細胞に出現する。水腫性変性において細胞内に貯留した液体は通常はHE染色ではほとんど染色されない。貯留した液体が小胞体へ移動して空胞が形成されたものを空胞変性と呼ぶ。